# Дэй, Элис
Жаклин Элис Ирен Ньюлин (англ. Jacqueline Alice Irene Newlin 7 ноября 1906 — 25 мая 1995), более известная как Элис Дэй (англ. Alice Day) — киноактриса, начавшая свою карьеру как одна из «Купальщиц Сеннетта».

## Ранние годы
Дэй родилась в Колорадо-Спрингсе, штат Колорадо, в семье Фрэнка и Ирен Ньюлин, и посещала среднюю школу в Венисе, штат Калифорния. Она была старшей сестрой актрисы Марселин Дэй.

## Карьера
В период с 1923 по 1932 год Дэй снялась в 70 фильмах. В 1929 году она снялась вместе с Эдвардом Баззеллом в киноверсии театрального мюзикла Джорджа М. Кохана «Маленький Джонни Джонс», название которого более известно по переработанным отрывкам, показанным в байопике Кохана «Янки Дудл Денди». Копии фильмов Баззелла-Дэй не известны.
Дэй также снялась с Тедом Льюисом в мюзикле «Все ли счастливы?» (1929), который также считается потерянным фильмом. Льюис выбрал её из примерно 200 кандидатов на эту роль. В 1932 году Дэй снялась вместе с Тимом Маккоем и Джоном Уэйном в фильме «Закон двух кулаков» (1932).

## Личная жизнь и смерть
6 июля 1930 года Дэй вышла замуж за ювелира и брокера Джека Б. Кона. Вскоре после свадьбы она отошла от актёрской деятельности и у пары родилось двое сыновей. Она и Кон развелись 28 июля 1939 года. Скончалась 25 мая 1995 года в Ориндже, штат Калифорния, в возрасте 88 лет.

## Признание
Дэй была одной из 13 актрис, попавших в список WAMPAS Baby Stars в 1928 году.

## Выборочная фильмография
- Секреты[англ.] (1924)
- Кошачье мяуканье[англ.] (1924)
- Его нью-йоркская жена[англ.] (1926)
- Увидимся в тюрьме[англ.] (1927)
- Горилла[англ.] (1927)
- Умный набор[англ.] (1928)
- Путь сильных[англ.] (1928)
- Филлис из безумных[англ.] (1928)
- Обуза (1929)
- Глубокая кожа[англ.] (1929)
- Все ли счастливы?[англ.] (1929)
- Маленький Джонни Джонс[англ.] (1929)
- Шоу шоу[англ.] (1929)
- Горячая скорость[англ.] (1929)
- Таймс-сквер[англ.] (1929)
- Любовная ракетка[англ.] (1929)
- Человек-мелодия[англ.] (1930)
- В соседней комнате[англ.] (1930)
- Дамы в любви[англ.] (1930)
- Горячие изгибы[англ.] (1930)
- Венские ночи[англ.] (1930)
- Дама из ниоткуда[англ.] (1931)
- Связанная любовью[англ.] (1932)
- Закон двух кулаков[англ.] (1932)
- Золото[англ.] (1932)